# Wilhelm Leichum
Wilhelm Leichum (Alemania, 12 de mayo de 1911-19 de julio de 1941) fue un atleta alemán, especialista en la prueba de 4 x 100 m en la que llegó a ser medallista de bronce olímpico en 1936.

## Carrera deportiva
En los JJ. OO. de Berlín 1936 ganó la medalla de  en los relevos 4 x 100 metros, con un tiempo de 41.2 segundos, llegando a meta tras Estados Unidos (oro con 39.8 segundos) e Italia (plata), siendo sus compañeros de equipo: Erich Borchmeyer, Erwin Gillmeister y Gerd Hornberger.